# Zeuctoboarmia lemairei
Zeuctoboarmia lemairei là một loài bướm đêm trong họ Geometridae.